# Григоровский сельский совет (Харьковская область)
Григоровский сельский совет — входит в состав Барвенковского района Харьковской области Украины.
Административный центр сельского совета находится в селе Григоровка.

## История
- 1991 — дата образования.

## Населённые пункты совета
- село Григоровка
- село Малолетки
- село Николаевка
- село Петровка

### Ликвидированные населённые пункты
- село Погоновка